# アイスランド王国

アイスランド王国
Konungsríkið Ísland (アイスランド語)
Kongeriget Island (デンマーク語)

国歌: Ó Guð vors lands（アイスランド語）
おお、我らの地の神よ
アイスランド王国の位置（1942年）

アイスランド王国（アイスランドおうこく、アイスランド語: Konungsríkið Ísland、デンマーク語: Kongeriget Island）は、1918年から1944年まで存続した、デンマーク王国との同君連合体制下におけるアイスランドの国家である。国家領域は現在のアイスランド共和国と同一である。

## 概要
11世紀以降、長らくノルウェーとデンマークの支配下にあったアイスランド島であったが、独立を求める住民の声に押され、1874年に自治法が制定された。20世紀初頭の1904年にデンマークの自治領となり、1918年にはデンマーク国王クリスチャン10世を元首とする同君連合国家として独立を果たす。ただし、外交をデンマークに委ねるなど、実質的には自治領の域を出ない半独立国の扱いであった。
第二次世界大戦の最中、デンマークがナチス・ドイツに占領され、戦略上の必要からイギリスが1940年にアイスランドを占領した（アイスランド侵攻）。その後、アイスランドはアメリカ合衆国の統治下に置かれた。デンマークからの自立を熱望していたアイスランド市民はこれを好機とし、1944年6月17日に「アイスランド共和国」として完全独立を宣言し、初代大統領にスヴェイン・ビョルンソンが選出された。

## 国旗

アイスランドの国旗（1915年 - 1944年）
州旗（1915年 - 1944年）
王室旗（1921年 - 1944年）
摂政旗（1941年 - 1944年）